# Oberschönegg
Oberschönegg là một đô thị ở huyện Unterallgäu bang Bayern, Đức.